# Цейлонская лазоревая сорока
Цейлонская лазоревая сорока (лат. Urocissa ornata) — вид птиц из семейства врановых. Эндемик горных лесов Шри-Ланки. Угрозу для популяции этих птиц представляет возможная утрата мест обитания.

## Описание
Птицы размером с сороку, длиной 42—47 см. У взрослых особей синие перья, каштановые голова и крылья, а также длинный хвост с белым кончиком. Ноги и клюв у них красные.

## Биология
Птицы питаются мелкими лягушками, ящерицами, насекомыми и другими беспозвоночными, но могут есть и фрукты. В кладке обычно 3—5 яиц. Яйца белого цвета, со множеством коричневых пятен.

## В культуре
Птица изображена на десятицентовой шриланкийской почтовой марке, которая широко использовалась в 1980-е и 1990-е годы.